# Capnia lepnevae
Capnia lepnevae är en bäcksländeart som beskrevs av Zapekina-dulkeit 1957. Capnia lepnevae ingår i släktet Capnia och familjen småbäcksländor. Inga underarter finns listade i Catalogue of Life.